# Nagy Elek (lelkész, 1883–1935)
Nagy Elek (Nagybacon, 1883. december 20. – Szászrégen, 1935. március 19.) író, református lelkész, író.

## Életútja
1883-ban született Nagybaconban. 1921 és 1935 között utolsó állomáshelye Szászrégen volt. Történelmi tárgyú novellákat írt. Erdély fénylő árnyékai (Marosvásárhely, 1928) című kötetéhez Benedek Elek írt előszót, méltatva, hogy a szerző "Erdély múltjából tereget elénk nevezetes eseményeket, történelmi hűséggel és írói készséggel". A kötetben szerepelnek többek között a szerző Báthory Zsigmond házassága, Teleki Mihály csizmája, A szoknyás fejedelem című novellái.
Egy második novelláskötet Erdély mosolya, könnye... (Torda, 1930) címmel a Rákóczi-szabadságharc idejébe vezeti az olvasót, megrajzolva „az enyedi kuruc diákok” történelmi képét.